# 42. ловачка дивизија
42. ловачка дивизија Вермахта настала је преформирањем 187. резервне дивизије крајем 1943. Јединица званично носи назив 42. ловачке дивизије од 1. јануара 1944, али се у појединим наређењима издатим за јануарске операције и даље спомиње као 187. резервна дивизија.
Након неколико операција против НОВЈ у Славонији и северозападној Хрватској, дивизија је од 18. марта 1944. ангажована у Операцији Кане (окупацији Мађарске).
Почетком маја 1944. дивизија је враћена у Хрватску у састав 69. корпуса ради даљих операција против НОВЈ. Средином јула 1944. пребачена је на фронт у Италији у састав Групе армија Ц.
29. априла 1945. дивизија је положила оружје пред Савезницима у северној Италији.